# WYFR
WYFR是位于美国佛罗里达州欧基求碧的一个基督教广播电台，用短波广播，由家庭广播公司开办。

## 概况
电台于1973年10月20日成立，呼号为WYFR，是We're Your Family Radio的缩写，电台的开始曲为荣归天父歌，在白天播送Family Radio的节目。1981年9月，WYFR与台湾中央广播电台合作，在北美东部时区下午5:00至清晨播出中央广播电台的汉语、英语、广东话、客家话和西班牙语节目。2013年，该台被WRMI收购。